# Eugenia Ostapciuc
Eugenia Ostapciuc, née le 17 octobre 1947, Fîntînița, région de Drochia, est une femme politique moldave, ancienne présidente du parlement de la République de Moldavie de 2001 jusqu'au 24 mars 2005 et membre du Parti des communistes de la République de Moldavie.
Ostapciuc suit des études de commerce à Chișinău, avant de partir pour le prestigieux Institut économique Plekhanov à Moscou.
Ostapciuc est élue au parlement moldave lors des législatives de mars 1998.
Après la victoire du PCRM aux élections législatives de mars 2001, Ostapciuc devient présidente du parlement le 20 mars. Le 26 avril 2001, elle entame des négociations avec le secrétaire général du Soviet Suprême de la République sécessionniste de Transnistrie Grigorii Marakutsa en vue de relancer les relations économiques entre la Transnistrie et la Moldavie. 
Ostapciuc est membre du comité central du PCRM. Le 24 mars 2005, elle est remplacée au poste de présidente du Parlement moldave par Marian Lupu et devient présidente du groupe PCRM au parlement moldave.